# Trip Around the World
Trip Around the World é o primeiro single e vídeo musical da cantora Alexz Johnson. Uma prévia da música está disponivel em seu site oficial. Matt Johnson e Stephen Stohn disseram que um lançamento em Janeiro de 2010 é provável.
A música foi escrita, composta e produzida por Alexz Johnson e seu irmão Brendan juto da gravadora Laydee Spencer Music Inc. label. Alexz comenta: "Nós escrevemos esta música em apenas uma hora, algumas músicas simplesmente parecem surgir desta maneira." New Orleans foi escolhida como a locação para o vídeo clipe, dirigido e produzido por Michael Maxxis, que já trabalhou com Moneen, Cradle Of Filth, e O.U.R.S.

## References
1. ↑  «Cópia arquivada». Consultado em 22 de dezembro de 2009. Arquivado do original em 1 de dezembro de 2010
2. ↑  http://www.alexzworld.com/2009/12/exclusive-interview-with-alexz-johnson/